# Remo nos Jogos Pan-Americanos de 2015 - Skiff quádruplo masculino
A competição do skiff quádruplo masculino foi um dos eventos do remo nos Jogos Pan-Americanos de 2015. Foi disputada no Royal Canadian Henley Rowing Course em St. Catharines, nos dias 12 e 14 de julho.

## Calendário
Horário local (UTC-4).
| Data        | Horário | Fase          |
| ----------- | ------- | ------------- |
| 12 de julho | 10:05   | Eliminatórias |
| 14 de julho | 10:45   | Final         |

## Medalhistas
|  | CAN Canadá                                      |  | CUB Cuba                                                      |  | ARG Argentina                                             |
|  | Matthew Buie Julien Bahain Will Dean Rob Gibson |  | Adrian Oquendo Orlando Sotolongo Eduardo Rubio Ángel Fournier |  | Brian Rosso Osvaldo Suárez Rodrigo Murillo Cristian Rosso |

## Resultados

### Eliminatórias
| Pos. | Remador                                                                            | Nacionalidade      | Tempo   | Notas |
| ---- | ---------------------------------------------------------------------------------- | ------------------ | ------- | ----- |
| 1    | Matthew Buie Julien Bahain Will Dean Rob Gibson                                    | CAN Canadá         | 5:52.21 | F     |
| 2    | Adrian Oquendo Orlando Sotolongo Eduardo Rubio Ángel Fournier                      | CUB Cuba           | 6:02.29 | F     |
| 3    | Colin Ethridge Sam Stitt Ryan Monaghan Austin Meyer                                | USA Estados Unidos | 6:11.44 | F     |
| 4    | Juan Jiménez Miguel Carballo Juan Cabrera Juan Flores                              | MEX México         | 6:11.95 | F     |
| 5    | Gerardo Campa Roche Jorge Chiquin Pineda Juan Bojorquez Galvez Leif Catalan Flores | GUA Guatemala      | 6:13.10 | F     |
| 6    | Brian Rosso Osvaldo Suárez Rodrigo Murillo Cristian Rosso                          | ARG Argentina      | 6:50.34 | F     |

### Final
| Pos.              | Remador                                                                            | Nacionalidade      | Tempo   | Notas |
| ----------------- | ---------------------------------------------------------------------------------- | ------------------ | ------- | ----- |
| Medalha de ouro   | Matthew Buie Julien Bahain Will Dean Rob Gibson                                    | CAN Canadá         | 5:42.22 |       |
| Medalha de prata  | Adrian Oquendo Orlando Sotolongo Eduardo Rubio Ángel Fournier                      | CUB Cuba           | 5:44.39 |       |
| Medalha de bronze | Brian Rosso Osvaldo Suárez Rodrigo Murillo Cristian Rosso                          | ARG Argentina      | 5:47.14 |       |
| 4                 | Juan Jiménez Miguel Carballo Juan Cabrera Juan Flores                              | MEX México         | 5:48.37 |       |
| 5                 | Colin Ethridge Sam Stitt Ryan Monaghan Austin Meyer                                | USA Estados Unidos | 6:05.02 |       |
| 6                 | Gerardo Campa Roche Jorge Chiquin Pineda Juan Bojorquez Galvez Leif Catalan Flores | GUA Guatemala      | 6:12.87 |       |